# Wirtschaftsdidaktik
Unter Wirtschaftsdidaktik wird ein Arbeitsbereich der Wirtschaftspädagogik verstanden, welcher die wissenschaftliche Aufklärung der Voraussetzungen, Prozesse und Ergebnisse institutionell organisierten Lernens und Lehrens im Bereich wirtschaftlicher Fächer und ökonomischer Bildung zum Gegenstand hat.
Dabei wird die Wirtschaftspädagogik definiert als eine Theorie der bildenden Vorbereitung des Menschen auf die Bewältigung von sozio-ökonomischen Lebenssituationen.

## Begriffsbestimmung, Einordnung, Abgrenzung
Didaktik bezeichnet im Allgemeinen die Wissenschaft von Unterricht, Lernen und Lehren unabhängig vom Lern- bzw. Lehrinhalt. Wirtschaftsdidaktik fällt in den Bereich der speziellen Didaktik, die sich insbesondere mit einzelnen Lehrbereichen der Wirtschaftswissenschaft befasst. Im engeren Sinne beinhaltet Wirtschaftsdidaktik vor allem den Erwerb und die Anwendung von Handlungskompetenzen, um dadurch Wissen und ökonomische Bildung zu erhalten und entsprechend zu verarbeiten. Der Erwerb bzw. die Erweiterung von Handlungskompetenzen kann zum einen zielgerichtet durch Lernen und zum anderen nicht zielgerichtet durch Sozialisation erfolgen.
Wirtschaftsdidaktik kann wie folgt differenziert werden:
- Lernen: Erwerb bzw. Erweiterung von Handlungskompetenzen
- Lehren: gezielte Unterstützung beim Erwerb bzw. der Erweiterung von Wissen
- Kommunizieren: Interpersonelle Verbindung zwischen Lernen und Lehren
- Bildung: Normative erstrebenswert beurteilte Handlungskompetenzen

Kern der ökonomischen Bildung ist es, dass alle Individuen in einer Volkswirtschaft wirtschaften, um das menschliche Leben nachhaltig zu gestalten und für eine gerechte Ressourcenallokation zu sorgen.
Als Untersuchungsgegenstand gilt in der Wirtschaftsdidaktik vor allem das berufliche Schulwesen (Wirtschaftspädagogik), das allgemeinbildende Schulwesen und die ökonomische Erwachsenen- und Weiterbildung. In diesem Zusammenhang werden vor allem die Bereiche der Wissenschaft, Lebensgestaltung und Bildung untersucht.

## Konzeptionelle Ansätze der Wirtschaftsdidaktik
Konzeptionelle Ansätze der Wirtschaftsdidaktik lassen sich in vier Hauptrichtungen zusammenfassen.
Bodo Steinmann identifiziert anhand verschiedener Kriterien ökonomisch geprägte Lebenssituationen (Einkommenserwerb: Beruf und Arbeit, Einkommensverwendung: Konsum und Freizeit) und Entwicklungstendenzen in der Gesellschaft (soziale, ökologische, entwicklungspolitische), zu deren Bewältigung Heranwachsende spezifische ökonomische Handlungs- und Entscheidungskompetenzen benötigen. Steinmann leitet daraus Qualifikationen zur Förderung von Mündigkeit, Emanzipation und Verantwortung in Lebenssituationen ab. Der Lebenssituationsansatz bedient sich vorzugsweise handlungsorientierter Methoden (Fallstudien, Rollenspiele, Planspiele etc.), die sich besonders zur Modellierung ökonomischer Problemstellungen eignen.
Kategoriale Wirtschaftsdidaktik ermöglicht es anhand ausgewählter Kategorien ökonomische Prozesse und Strukturen zu erfahren und zu verstehen. Es wird versucht, durch ein fachwissenschaftlich begründetes Kategoriensystem die jeweiligen Realitätsbereiche zu erfassen, um die damit verbundene bildungsrelevante Wirklichkeit zu erschließen und abzubilden.
Als Vertreter des kategorialen Ansatzes gelten vor allem Erich Dauenhauer, Hermann May und Klaus-Peter Kruber. Die Kategorien in der Wirtschaftsdidaktik dienen dem Verständnis, der Übernahme und der Aneignung wirtschaftlichen Denkens.
Funktionen der Kategorisierung:
1. Reduktionsfunktion: Offenlegung inhaltlicher Strukturen und Komprimierung von Wissens
2. Erklärungsfunktion: Erleichterung des ökonomischen Verständnis
3. Transferfunktion: Übertragung ökonomischen Wissens auf andere Situationen
4. Halterungsfunktion: Dauerhaftigkeit der Kategorien (jedoch nicht zeitlos)
5. Sortier- und Behaltfunktion: Lernhilfe für neu erlernten Stoff mit bereits bekannten Strukturen[8]

Die aus der Ökonomik gewonnenen Stoffkategorien (bspw. Knappheit/Bedürfnisse, Risiko, Nutzen/Kosten, Interdependenz, Koordination, Macht/Kontrolle etc.) werden – als Leitfragen an potenzielle Unterrichtsstoffe gerichtet – zu Bildungskategorien, die helfen sollen, Probleme aus ökonomischen Lebenssituationen zu analysieren und bildend zu bearbeiten.
Institutionelle Ansätze der ökonomischen Bildung gehen aus von der Wirtschaftsordnung einer Volkswirtschaft und der neueren Institutionenökonomik. Der institutionelle Ordnungsrahmen koordiniert und lenkt wirtschaftliche Aktivitäten und gestaltet damit die Lebenssituation der Produzenten, Konsumenten und Wirtschaftsbürger. Zusammen mit dem Modell des Wirtschaftskreislaufs ist die Wirtschaftsordnung  für Hans Kaminski zentraler Ansatzpunkt didaktischer Bearbeitung.
Von Institutionen gehen Anreize und Sanktionen aus, die das Verhalten wirtschaftender Menschen beeinflussen. Institutionen entwickeln sich z. T. "natürlich" (Sitten, Gebräuche, Verhaltensregeln), vielfach werden sie von der Wirtschaftspolitik gestaltet (Gesetze, finanzielle Anreize, Steuern), um ökonomische Ergebnisse zu beeinflussen und zu lenken. Das Verstehen institutionenökonomischer Zusammenhänge ermöglicht nach Gerd-Jan Krol eine bildende Auseinandersetzung mit Wirtschaften, volkswirtschaftlichen Abläufen und Wirtschaftspolitik.
Reinhold Hedtke, Gerd Famulla u. a. kritisieren insbesondere den kategorialen und den institutionsökonomischen Ansatz als zu eng auf die Wirtschaftswissenschaft ausgerichtet. Sie fordern eine interdisziplinär angelegte sozialökonomische Bildung, vor allem eine Erweiterung um soziologische und politikwissenschaftliche Betrachtungen. Generell fordern sie eine "bessere ökonomische Bildung" mit stärkerer Problemorientierung, Multiperspektivität, Interdisziplinarität, Pluralismus und mehr kritischem Diskurs.

## Funktionen von Wirtschaftsdidaktik
Wirtschaftsdidaktik wird als Bezugswissenschaft der ökonomischen Bildung verstanden. Hauptfunktion ist vor allem die Vorgabe für effektives wirtschaftliches Handeln und Kommunizieren. Sie klärt sie über die Voraussetzungen und Bedingungen der Vermittlung ökonomischer Kompetenzen und institutionalisierten Lehr- und Lernprozessen auf.
Typische Funktionen der Wirtschaftsdidaktik sind unter anderem:
- Evaluation fachwirtschaftswissenschaftlichen Wissens
- Produktion von Wissen
- Management von Wissen
- Metaproduktion von Wissen
- Vermittlung zwischen unterschiedlichen Wissensformen (wissenschaftlichem, professionellen und alltäglichem Wissen)[13]

Wirtschaftsdidaktik hilft Lehrpersonen, Problemfelder und bildende Inhalte zu erkennen, sie erfasst die Lernvoraussetzungen von Schülerinnen und Schülern, erforscht Lehr-Lernprozesse im Bereich ökonomischer Bildung und entwickelt spezielle Unterrichtsmethoden und geeignete Unterrichtsmaterialien für den Ökonomieunterricht. Neuere wirtschaftsdidaktische Forschung befasst sich besonders mit den Bedingungen und Kontexten ökonomischen Bildungserwerbs.

## Herausforderungen für die Wirtschaftsdidaktik
Als Herausforderungen für die Weiterentwicklung der Wirtschaftsdidaktik gelten folgende Aspekte:
- Prägung von Informations- und Kommunikationstechniken: Durch Mangel an fachdidaktikwissenschaftlichem Wissen über (bspw. individuelle / kollektive Alltagstheorien) müssen allgemeingeltende Grundlagen geschaffen und gefestigt werden
- Neue Bezugsdisziplinen auf die sich die Wirtschaftsdidaktik bezieht: Durch Änderung der Wissensgesellschaft entstehen neue Disziplinen und Paradigmen, welche in das bestehende Wissen neu integrierten werden müssen.
- Erweiterung des wirtschaftsdidaktischen Wissensbegriffes: Die Bezugsquellen von wirtschaftswissenschaftlichem Wissen müssen erweitert werden, um die Aneignung der ökonomischen Bildung zu erleichtern.
- Instrumentalisierung des Wissens: Steigende und kontinuierlich verändernde Anforderungen an die Fachdidaktikwissenschaft erfordern wirtschaftsdidaktische Kriterien um der Veränderung entgegenzuwirken.
- Wirtschaftsdidaktisches Wissensmanagement: Strategieentwicklung, um das wirtschaftliche Wissen zugänglich zu machen[16]

## Anwendungsbereich: Wirtschaftspolitische Teilhabe
Ökonomische Bildung (und Wirtschaftsdidaktik als ihre wissenschaftliche Bezugsdisziplin) zielt auf Entscheidungsfähigkeit, Handlungsfähigkeit und Verantwortung in privaten Lebenssituationen – aber Kompetenz in ökonomischen Fragen ist in einer Demokratie auch eine wichtige Voraussetzung für politische Teilhabe und Mitgestaltung von Politik und Gesellschaft durch die Bürger. Wirtschafts- und Politikdidaktik überschneiden und ergänzen sich und tragen beide bei zu einer umfassenden politischen Bildung.